# Rumunjski jezik
Rumunjski jezik (ISO 639-3: ron; točnije, dačkorumunjski) najrašireniji je i, po broju govornika, najveći jezik grane istočnoromanskih jezika. Materinski je jezik oko 23 351 000 ljudi, a ima status službenog jezika u Rumunjskoj, Moldaviji i Autonomnoj Pokrajini Vojvodini (uz srpski, hrvatski, mađarski, slovački i rusinski).
Rumunjski jezik ima više dijalekata među kojima su moldavski (Zapadna Moldavija), vlaški, transilvanijski, banatski i bajaški.

## Povijest
Prostor Rumunjske je u klasično doba bio naseljen plemenima indoeuropskih Dačana. Rimljani ovo područje osvajaju od 101. do 107. po Kristu te dijelovi Dacije (Mala Vlaška, Banat i Transilvanija) postaju rimska provincija. Dokazi upućuju da je u idućih 165 godina došlo do značajne kolonizacije iz ostatka Rimskog Carstva pa vulgarni latinski postaje uobičajen jezik u upravi i trgovini.
Pod pritiskom slobodnih Dačana i Gota, rimske se legije povlače iz Dacije između 271. i 275. Znanstvenici se spore oko toga jesu li današnji Rumunji potomci onih koji su zajedno s rimskim legijama napustili ovo područje i naselili se južno od Dunava ili pak onih koji su odlučili ostati.
Zbog svoje zemljopisne izoliranosti, rumunjski jezik je vjerojatno bio prvi koji se odvojio od ostalih govora vulgarnog latinskog, a zbog istog razloga, sve do modernog doba, nije dolazio u kontakt s ostalim romanskim jezicima. Tako danas rumunjski jezik, za razliku od drugih romanskih jezika, čuva neke od starih latinskih gramatičkih oblika poput srednjeg roda ili padeža kojih je u rumunjskom, od latinskih šest, preostala tri (nominativ-akuzativ, genitiv-dativ i vokativ).
Vjeruje se da su se svi dijalekti rumunjskog ujedinili u zajednički rumunjski jezik između 7. i 10. stoljeća. U to je vrijeme na području Rumunjske vrlo jak bizantski utjecaj, a na rumunjski jezik snažno utječu slavenski jezici što se osjeća do danas. Aromunski jezik, naprotiv, ima daleko manje slavenskih elemenata, a snažniji su grčki. S druge strane, dijalektalne razlike među rumunjskim govorima gotovo da i ne postoje; Rumunj iz Vojvodine govori gotovo identičnim jezikom kao onaj iz Moldavije, a to svjedoči o relativno kasnoj seobi romanofonog stanovništva na sjever (sjeveroistok).

## Klasifikacija i srodni jezici
Rumunjski je romanski jezik i pripada italskoj grani indoeuropskih jezika zajedno s talijanskim, francuskim, španjolskim i portugalskim jezikom. Međutim, rumunjskom najbliži su drugi balkanski romanski jezici poput aromunskog, meglenskog i istrorumunjskog jezika.
Od većih romanskih jezika, rumunjski je najbliži talijanskom; između ova dva jezika postoji, do određene mjere, međusobna razumljivost, a jača je među rafiniranijim varijantama oba jezika. Zanimljivo je da će prosječan govornik rumunjskog lakše razumjeti talijanski nego obratno. Iako rumunjski posjeduje očite leksičke i gramatičke sličnosti s drugim romanskim jezicima poput španjolskog, portugalskog ili francuskog, da bi se ostvarila razumljivost i najjednostavnijih fraza na ovim jezicima (u oba smjera) potrebno je barem temeljno formalno poznavanje vokabulara i gramatike drugog.
U sljedećoj rečenici srodne (ekvivalentne) riječi su podebljane:
"Ona uvijek zatvara prozor prije večere"
Ea închide întotdeauna fereastra înainte de a cina. (rumunjski)
Ea semper fenestram claudit antequam cenet. (latinski)
Ella (ili lei) chiude sempre la finestra prima di cenare. (talijanski)
Elle ferme toujours la fenêtre avant de dîner. (francuski)
Ella siempre cierra la ventana antes de cenar. (španjolski)
Ela fecha sempre a janela antes de jantar. (portugalski)
Ella tanca sempre la finestra abans de sopar. (katalonski)
U moderno, pak, doba, na rumunjski su jezik snažno utjecali francuski i talijanski jezik; rumunjski književnici i jezikoslovci riječi turskog i slavenskog podrijetla rado su zamjenjivali izrazima iz francuskog i talijanskog. Trenutno se leksička sličnost rumunjskog s talijanskim procjenjuje na 77 %, s francuskim na 75 %, sardinskim 74 %, katalonskim 73 %, španjolskim 71 % te portugalskim i retoromanskim jezikom na 72 %.

## Zemljopisna rasprostranjenost
Rumunjski se govori uglavnom u Rumunjskoj, Moldaviji, Ukrajini, Mađarskoj, Srbiji i Bugarskoj. Međutim, govornika rumunjskog jezika (uglavnom zbog velike emigracije nakon 2. svjetskog rata) ima i u državama kao što su Kanada, SAD, Njemačka, Izrael, Australija i Novi Zeland.

### Pravni status u Rumunjskoj
Prema ustavu Republike Rumunjske iz 1991., rumunjski je službeni državni jezik.
Rumunjska propisuje uporabu rumunjskog jezika u službenim državnim dokumentima, javnim školama i ugovorima; reklamne poruke moraju sadržavati prijevod stranih riječi na rumunjski.
Institut za rumunjski jezik, kojega je osnovalo rumunjsko Ministarstvo obrazovanja, promiče poznavanje rumunjskog jezika te, u suradnji s Ministarstvom vanjskih poslova, podržava one koji ga žele učiti.
U Rumunjskoj postoje i drugi jezici sa statusom službenog u određenim regijama ili gradovima, a to su: mađarski, njemački, hrvatski, bugarski i srpski. Mađari su najbrojnija nacionalna manjina (sudjeluju s blizu 6 %) i jedna su od najbrojnijih nacionalnih manjina u Europi.

### Pravni status u Moldaviji
Rumunjski jezik jedini je službeni jezik Republike Moldavije. Iako ga se u moldavskom ustavu naziva moldavskim jezikom, većina jezikoslovaca slažu se da se radi o jednom, jedinstvenom jeziku. Jezik u školama, medijima, znanstvenim raspravama i u svakodnevnom govoru nazivaju rumunjskim.
Rumunjski je jedini službeni jezik otkad je prihvaćen zakon o jeziku Moldavske SSR. Ovaj zakon, koji je i danas na snazi, propisuje uporabu rumunjskog u svim političkim, ekonomskim, kulturnim i socijalnim sferama, a potvrđuje i postojanje moldavsko-rumunjskog jezičnog identiteta. U nepriznatoj, secesionističkoj Transnistrijskoj Republici, rumunjski je službeni jezik zajedno s ruskim i ukrajinskim jezikom, ali ondje ga se službeno naziva moldavskim i piše ga se moldavskom varijantom ćirilice nastalom i primijenjenom u vrijeme SSSR-a.
U popisu stanovništva 2004., od 3 383 332 stanovnika Moldavije, 16,5 % izjasnilo se da im je materinji jezik rumunjski, a 60 % da im je materinji jezik moldavski. U urbanim sredinama 40 % stanovnika odabralo je rumunjski jezik kao svoj materinji.

### Pravni status u Vojvodini
Prema statutu Autonomne Pokrajine Vojvodine, uz srpski jezik koji je služben u Republici Srbiji, uvodi se još pet službenih jezika koji se koriste na području Vojvodine u općinama sa značajnim udjelima govornika manjinskih jezika u stanovništvu. Jedan od tih jezika je i rumunjski.
Rumunjski je proglašen službenim jezikom u općinama Alibunar, Bela Crkva (Biserica Albă), Žitište (Zitişte), Zrenjanin (Zrenianin), Kovačica (Kovăciţa), Kovin (Cuvin), Plandište (Plandişte) i Sečanj (Secanj). U općini Vršac (Vârşeţ) rumunjski je jezik služben u selima Markovac, Straža, Mali Žam, Malo Središte, Mesić, Jablanka, Sočica, Ritiševo, Orešac i Kuštilj.
Rumunjski, kao materinji jezik, navelo je 1,45 % stanovnika Vojvodine, a na rumunjskom jeziku izdaje se i tjednik Libertatea (Sloboda).

## Pravopisna reforma
Godine 1993. Rumunjska Akademija je odlučila vratiti pravopisna pravila na ona prije 1953. pod izlikom da su ova kasnija bili nametnuli komunisti. Rumunjska ortografija prije 1953., tj. moderna ortografija očituje se manjom sličnošću s fonetskim obilježjima jezika, a većim se dijelom oslanja na etimološke norme pa tako moderni rumunjski jezik (u pismu) više nalikuje latinskom nego onaj od 1953. do 1993. Tek su rijetke riječi u jeziku promijenile izgovor zbog promjene u pisanju.
U Moldaviji ova reforma nije realizirana te se na toj činjenici temelje glavne razlike između rumunjskog i moldavskog jezičnog standarda.

## Vanjske poveznice
- Ethnologue (14th)
- Ethnologue (15th)
- EasyRomanian.com - Tečaj rumunjskog (na engleskom)
- Romanian 101 Naučite rumunjski na internetu